# Synegia tertia
Synegia tertia är en fjärilsart som beskrevs av West 1929. Synegia tertia ingår i släktet Synegia och familjen mätare. Inga underarter finns listade i Catalogue of Life.